# Skálat
Skálat (ucraniano: Ска́лат; polaco: Skałat) es una ciudad de Ucrania, perteneciente al raión de Ternópil en la óblast de Ternópil.
En 2017, la ciudad tenía una población de 3995 habitantes. Desde 2015 es sede de un municipio con una población total de 14 238 habitantes y que incluye 15 pueblos como pedanías: Horodnytsia, Zarúbyntsi, Kolodíyivka, Kryvé, Mahralivka, Mýnytsia, Novosilka, Ostapye, Panásivka, Podilia, Polupánivka, Poplavy, Starí Skálat, Teklivka y Joptianka.
Se conoce la existencia del pueblo desde 1512, cuando pertenecía al voivodato de Rutenia. En 1600, Segismundo III Vasa otorgó a Skálat el Derecho de Magdeburgo, aunque siempre fue una ciudad de pequeño tamaño. En la partición de 1772 se integró en el Imperio Habsburgo, que en 1897 abrió aquí una estación del ferrocarril de Leópolis a Hrymáiliv. En 1919 pasó a formar parte de la Segunda República Polaca. Tras integrarse en 1939 en la RSS de Ucrania, fue capital distrital entre 1940 y 1962.
Se ubica unos 20 km al sureste de la capital regional Ternópil.